# Моисей из Эврё
Моисей из Эврё — французский тосафист и литургист первой половины XIII века из Эврё.
Старший брат рабби Самуила из Эврё
Автор так называемого «Тосафот Эвре» («Tosafot mi-Evreux») или «Schittah mi-Evreux» (תשובות מהר״ם, № 608) и сиддура (םמ״ק, № 154).
Гросс отождествляет данного Моисея с Моисеем бен-Шнеур (Moses ben Shneor), учителем автора комментария на Пятикнижие (ספר הגן).